# Etrema hedleyi
Etrema hedleyi är en snäckart som först beskrevs av Oliver 1915.  Etrema hedleyi ingår i släktet Etrema och familjen kägelsnäckor. Inga underarter finns listade i Catalogue of Life.